# Vallada
Vallada (en valencien et en castillan), est une commune d'Espagne de la province de Valence dans la Communauté valencienne. Elle est située dans la comarque de la Costera et dans la zone à prédominance linguistique valencienne.

## Géographie

Localisation de Vallada
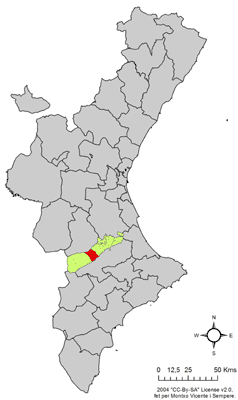
dans la Communauté valencienne.
dans la comarque de la Costera].

Le climat est entre méditerranéen et continental, avec des températures qui oscillent entre 8° durant le mois de janvier et 24° durant le mois d'août et une moyenne de précipitations annuelles aux alentours de 439m³.
Depuis Valence, on accède à cette localité en suivant l'A-7 espagnole. Elle se situe également sur la ligne ferroviaire de proximité ("Cercanías" en castillan) C-2 de Valence (RENFE).

### Localités limitrophes
Le territoire communal de Vallada est voisin de celui des communes suivantes :
Aielo de Malferit, Enguera, Moixent, Montesa et Ontinyent, toutes situées dans la province de Valence.

## Administration
Liste des maires, depuis les premières élections démocratiques.
| Législature | Nom du Maire            | Parti politique               |
| ----------- | ----------------------- | ----------------------------- |
| 1979-1983   | José Martínez Cerdá     | AID                           |
| 1983-1987   | José Martínez Cerdá     | PSPV-PSOE, ASI                |
| 1987-1991   | Fernando Mª Giner Giner | Indépendant, Unidad valladina |
| 1991-1995   | Fernando Mª Giner Giner | UV                            |
| 1995-1999   | Fernando Mª Giner Giner | PP                            |
| 1999-2003   | Fernando Mª Giner Giner | PP                            |
| 2003-2007   | Fernando Mª Giner Giner | PP                            |
| 2007-2011   | Fernando Mª Giner Giner | PP                            |

### Sources
- (es) Cet article est partiellement ou en totalité issu de l’article de Wikipédia en espagnol intitulé « Vallada » (voir la liste des auteurs).